# Sporisorium livingstoneanum
Sporisorium livingstoneanum är en svampart som beskrevs av Vánky 2006. Sporisorium livingstoneanum ingår i släktet Sporisorium och familjen Ustilaginaceae.   Inga underarter finns listade i Catalogue of Life.